# Huzit GmbH

## Einleitung
Die huzit GmbH ist ein Informationstechnik-Dienstleistungsunternehmen mit Sitz in Schwerte [Nordrhein-Westfalen]. 

Das Unternehmen wurde im Jahr 2024 gegründet und ist im B2B-Sektor tätig.

## Die Mission
Die Firma setzt sich mit ihrem Ziel für die Fortschreibung der Digitalisierung ein und unterstützt Unternehmen bei der Umstellung. Sie setzen sich dafür ein, als verlässlicher Ansprechpartner für IT-Belange zur Verfügung zu stehen.

## Produkte
huzit GmbH ist ein innovativer IT-Partner mit umfassendem Know-how in den Bereiche der Informationstechnologie. Die Firma unterstützt Unternehmen bei der Digitalisierung, dem Aufbau moderner IT-Infrastrukturen sowie der Optimierung von Prozessen, wobei sie stets die neuesten Technologien einsetzt. Mit einem breiten Spektrum an Leistungen – von Software- und Hardwarelösungen bis hin zu Sicherheitsberatung, Netzwerkanpassungen und Backup-Konzepten – bietet huzit passende Lösungen an.
Die Expertise des Teams ist geprägt durch zahlreiche Zertifizierungen und die erfolgreiche Umsetzung von Projekten. Das Unternehmen kümmert sich nicht nur um den Aufbau, sondern auch um die Betreuung und Weiterentwicklung von IT-Systemen, wobei sie eine moderne, zuverlässige und effiziente Infrastruktur sicherstellt. Mit Fokus auf Sicherheit, Skalierbarkeit und Flexibilität setzt huzit sich für eine zukunftsfähige Technologie ein.